# إلمر بويد سميث
إلمر بويد سميث (بالإنجليزية: Elmer Boyd Smith) (31 مايو 1860، سانت جون في كندا - 5 أكتوبر 1943 في الولايات المتحدة)؛ رسام توضيحي، رسام، كاتب وروائي كندي.